# Trenul (film din 1964)

Afișul filmului de Frank McCarthy

Trenul (titlu original: The Train) este un film alb-negru din 1964 regizat de John Frankenheimer și produs de Jules Bricken după o poveste și un scenariu de Franklin Coen și Frank Davis, bazat pe o carte de non-ficțiune  Le front de l'art de Rose Valland, carte despre operele de artă depozitate după ce au fost jefuite de germani din muzee și colecții private de artă.  Este o coproducție internațională, fiind realizat de studiouri de film din  SUA, Franța și Italia. Rolurile principale au fost interpretate de actorii Burt Lancaster, Paul Scofield, Jeanne Moreau și Michel Simon.

## Prezentare
Povestea filmului are loc în august 1944, când un membru al rezistenței franceze, Paul Labiche (Lancaster), complotează împotriva colonelului german Franz von Waldheim (Scofield) care încearcă să mute cu trenul în Germania capodoperele de artă furate. Ca inspirație pentru scenele de interceptare a trenului au fost evenimentele reale din jurul trenului nr 40044 care a fost atacat și examinat în afara Parisului de către locotenentul Forțelor Franceze Libere Alexandre Rosenberg. 

## Distribuție
- Burt Lancaster - Paul Labiche

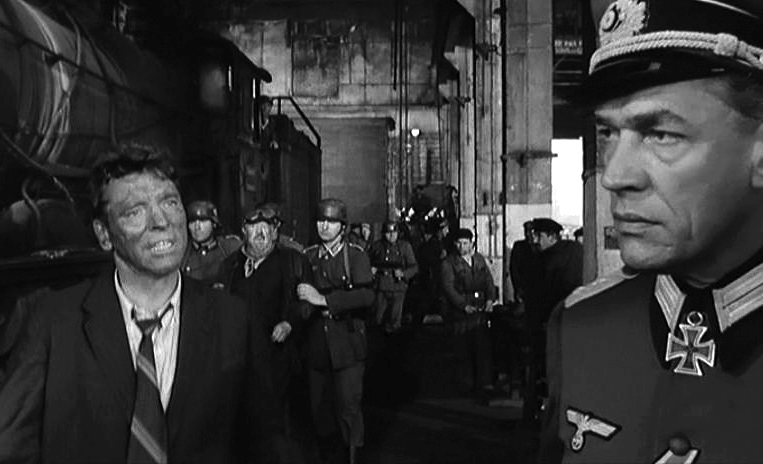
De la stânga la dreapta: Paul Scofield, Michel Simon (fundal) & Burt Lancaster

- Paul Scofield - Col. Franz von Waldheim
- Jeanne Moreau - Christine
- Suzanne Flon  - Mademoiselle Villard
- Michel Simon - Papa Boule
- Wolfgang Preiss - Maj. Herren
- Albert Rémy - Didont
- Charles Millot - Pesquet
- Richard Münch - Gen. von Lubitz
- Jacques Marin - Jacques
- Paul Bonifas - Spinet
- Arthur Brauss - Lt. Pilzer
- Jean Bouchaud - Capt. Schmidt
- Donald O'Brien - Sgt. Schwartz
- Howard Vernon - Cpt. Dietrich

## Primire
Trenul a avut încasări de 3 milioane $ în SUA și de încă 6 milioane $ în restul lumii. A avut un buget de 6,7 milioane. Filmul a fost al 13-lea film cel mai popular în Regatul Unit în 1965.
Trenul a avut un rating de 100% "Fresh" pe Rotten Tomatoes și un scor de 7,9/10 pe Internet Movie Database.

## Acuratețe istorică
Trenul se bazează pe cartea de non-ficțiune din 1961 Le front de l'art de Rose Valland, istoric de artă la Galerie nationale du Jeu de Paume. Valland s-a documentat în privința operelor de artă depozitate acolo și care au fost jefuite de naziști din muzee și colecții de artă particulare din întreaga Franță și care au fost alese pentru expediere în Germania nazistă în al doilea război mondial.
În contrast cu acțiunea și drama descrisă în film, transportul de artă pe care germanii au încercat să-l scoată din Paris la 1 august 1944 a fost oprit de Rezistența franceză cu un baraj nesfârșit de documente și din cauza birocrației și nu a mers mai departe decât până într-un depou la câteva mile în afara Parisului.
Interceptarea efectivă a trenului a fost inspirată de evenimente din viața reală din jurul trenului nr. 40.044 care  a fost atacat și examinat de către locotenentul forțelor franceze libere Alexandre Rosenberg în afara Parisului, în august 1944. Soldații săi au deschis cutiile și au descoperit multe piese de artă jefuite și care anterior erau expuse în casa tatălui său, comerciantul de artă parizian Paul Rosenberg, unul dintre principalii comercianți de artă modernă din lume.
Organizațiile de veterani germani, inclusiv cea de veterani SS din grupul HIAG, au obiectat față de faptul că soldați ai Wehrmachtului au fost prezentați în film ca executând ostatici francezi și membrii ai rezistenței. Ei au declarat că personalul potrivit pentru aceste scene era cel care ar fi purtat uniforme SS sau cele ale Sicherheitspolizei (Sicherheitsdienst și Gestapo).